# گذشته‌نما

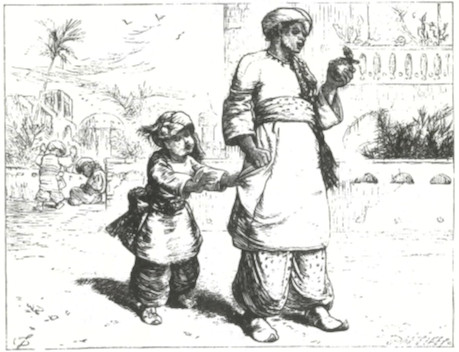
تصویری از داستان سه سیب در هزار و یک شب

گذشته‌نما یا فِلَش‌بَک (به انگلیسی: flashback) یا فلش‌عقب به آن صحنه از یک داستان یا فیلم گفته می‌شود که ماجرا را به گذشته می‌بَرد و پیشینه‌ای از آنچه در زمان حال در فیلم یا داستان رخ می‌دهد را به‌نمایش درمی‌آورَد. متضاد آن، «آینده‌نما» یا «فِلَش‌فُروارد» (به انگلیسی: flashforward) است.

## نمونه‌ها
بسیاری از فیلم‌ها و مجموعه‌های تلویزیونی از این روش استفاده کرده‌اند. برای نمونه می‌توان به مجموعه‌های تلویزیونی گمشدگان ،ارو (کماندار)، از مردگان متحرک بترسید و فرار از زندان اشاره کرد. در فیلم شبح اپرا، تمام داستان به‌جز چند دقیقهٔ ابتدایی و چند دقیقهٔ انتهایی، به صورت گذشته‌نمایی است.